# Terry Albritton
Terry Albritton (eigentlich Terence Hillary Albritton; * 14. Januar 1955; † 1. September 2005 in Phnom Penh) war ein US-amerikanischer Kugelstoßer.
1975 gewann er Bronze bei den Panamerikanischen Spielen in Mexiko-Stadt.
Zu Beginn der Saison 1976 verbesserte er den Weltrekord von Al Feuerbach aus dem Jahr 1973 um drei Zentimeter auf 21,85 m, verpasste jedoch als Vierter der US-Trials die Teilnahme an den Olympischen Spielen in Montreal.
Beim Leichtathletik-Weltcup 1977 wurde er Vierter.
1976 und 1977 wurde er US-Meister im Freien, 1974 und 1976 in der Halle. Für die University of Hawaii startend wurde er 1976 NCAA-Hallenmeister, für die Stanford University startend 1977 NCAA-Meister. Außerdem wurde er 1977 französischer Meister.
Nachdem er 14 Jahre als Lehrer und Trainer an der St. Anthony High School in Maui tätig war, zog er 2004 nach Südostasien, wo er sich mit schriftstellerischen Projekten befasste. Er starb im Alter von 50 Jahren an einem Herzanfall.

## Persönliche Bestleistungen
- Kugelstoßen: 21,85 m, 21. Februar 1976, Honolulu
  - Halle: 21,50 m, 4. Februar 1977, Inglewood